# Норт, Джордж
Джордж Филип Норт  (англ. George Philip North; родился 13 апреля 1992 года в Кингс-Линн, Норфолк, Англия) — валлийский профессиональный регбист, выступающий за клуб «Прованс» и сборную Уэльса на позициях винга или центра. В 2013 и 2017 годах принимал участие в турне «Британских и ирландских львов». Норту принадлежит ряд национальных и международных рекордов: он стал самым молодым дебютантом, занёсшим попытку за сборную страны, самым молодым в мире автором дубля против одной из сильнейших команд мира (оба рекорда — в матче со сборной ЮАР); самым молодым автором попытки в истории чемпионатов мира и самым молодым в мире регбистом, сыгравшим 50 международных матчей.

## Ранние годы
Джордж Норт родился в Англии в смешанной семье англичанина и валлийки. Его отец, Дейв Норт, тогда служил в ВВС Великобритании и часто отправлялся в командировки, поэтому в первые годы своей жизни будущий спортсмен жил в Сингапуре, Гонконге и Катманду. Когда Джорджу было два года, родители решили вернуться на родину матери — Англси, остров на севере Уэльса. Там Джордж занимался крикетом и футболом, а затем записался в детскую команду клуба «Ллангефни», где уже играл его старший брат. В 15 лет он получил предложение присоединиться к академии «Скарлетс», но отказался из-за того, что Лланелли находится слишком далеко от Англси. В 16 лет Норт принял решение связать свою дальнейшую карьеру с регби и начал играть за любительский клуб «Лландовери».

## Клубная карьера
Норт присоединился к «Скарлетс» в 2010 году и дебютировал за команду в первом матче сезона Кельтской лиги против «Бенеттона», в котором отметился дублем. В последующие два месяца регбист занёс за клуб ещё две попытки, но в конце ноября выбыл на три месяца из-за травмы плеча. В первом же матче после возвращения в состав он приземлил «Эдинбургу» свою пятую в сезоне попытку, которая обеспечила победу валлийской команде со счётом 11:3. В ответной встрече с «Бенеттоном» регбист получил сотрясение мозга и был вынужден пропустить решающие матчи за попадание в плей-офф турнира.
Второй профессиональный сезон не стал для Норта таким же ярким — он больше сосредоточился на матчах сборной Уэльса. На поле спортсмен провёл лишь 12 игр и ни одной попытки не занёс. Новый прорыв случился в 2013 году — девять попыток (включая дубли «Ленстеру», «Эдинбургу» и «Ньюпорт Гвент Дрэгонс») в 19 матчах обеспечили Джорджу место в Команде сезона Про12. Весной пресса объявила об интересе к Норту французских команд, однако регбист отказался переезжать во Францию и подписал двухлетний контракт с английским «Нортгемптон Сэйнтс», стоимость трансфера составила около 250 тысяч фунтов. Переход перспективнейшего защитника вызвал вопросы в Валлийском регбийном союзе, представители которого заявили, что не были поставлены в известность о переговорах с иностранными командами.
За новую команду он дебютировал в первом туре Премьер-лиги против «Эксетер Чифс». Сезон принёс спортсмену первые трофеи — «Святые» сделали дубль, выиграв и чемпионат Англии и Кубок вызова. Норт отметился семью попытками и сыграл в финалах с «Сарацинами» и «Батом». В сезоне 2014/15 регбист стал автором уже четырнадцати заносов, хотя трофеев с клубом добиться не сумел. В первом же матче против «Глостера» он сделал хет-трик, а спустя полтора месяца — покер в игре с «Оспрейз» в Кубке европейских чемпионов. После завершения сезона Валлийский регбийный союз намеревался вернуть Норта на родину, чтобы тот играл за «Скарлетс» или «Кардифф Блюз», но Джордж принял решение остаться в Англии и продлил контракт с «Нортгемптоном». 30 сентября 2016 года Норт занёс свою тридцатую попытку за клуб, чем обеспечил победу над «Эксетером» со счётом 20:19.
В 2018 году Норт перешёл из «Нортгемптон Сэйнтс» в валлийский клуб «Оспрейз». По его словам, продажа в «Нортгемптон» была обусловлена тем, что «Скарлетс» позарез требовались деньги: Норт возмутился подобному решению и заявил, что играть в «Скарлетс» больше не будет. Последующие попытки «алых» выкупить Норта успехом не увенчались.

## Международная карьера

### Сборная Уэльса
После впечатляющего клубного дебюта в начале сезона 2010/11 Норт был вызван в национальную команду на осенние тестовые матчи. Он дебютировал за «Красных драконов» в игре со сборной ЮАР, в которой сделал дубль. В том матче регбист установил сразу несколько рекордов: он стал самым молодым валлийским дебютантом, занёсшим попытку в своём первом матче; самым молодым дебютантом в мире и по совместительству самым молодым игроком, сделавшим дубль в матче против одной из сильнейших сборных. На Кубке шести наций 2011 главный тренер валлийцев Уоррен Гэтленд предпочёл Норту более опытных Шейна Уильямса и Моргана Стоддарта, поэтому Джордж вышел на поле только в последней встрече турнира против французов. Матч закончился поражением со счётом 28:9, но регбист сумел отметиться несколькими острыми проходами с мячом.
В подготовительном к чемпионату мира 2011 матче против англичан Джордж Норт сделал свой очередной дубль, тогда же травмировался его основной конкурент за место в заявке — Морган Стоддарт сломал ногу, что впоследствии вынудило спортсмена завершить карьеру. Из-за травмы место в составе сборной на мировом первенстве получил Норт, который стал самым молодым игроком в валлийской команде. На турнире Джордж выходил на поле во всех матчах «Красных драконов» и занёс три попытки — две сборной Намибии и одну в игре со сборной Фиджи, в которой также был признан игроком матча.
После турнира Норт не потерял своей ценности для «Красных драконов» — валлийцы два года подряд становились триумфаторами Кубка шести наций, и Джордж принял в этом самое непосредственное участие. В розыгрыше 2012 года Норт сыграл все пять матчей и сумел занести попытку ирландцам, а команда в третий раз в современной истории сумела завоевать большой шлем. В следующем году он пропустил первую игру турнира (поражение сборной Ирландии), но после сыграл во всех четырёх матчах и отметился заносом, на этот раз в зачётную зону сборной Франции. Победа над «Синими», которую обеспечила попытка Норта, стала для валлийцев первой на «Стад де Франс» с 2005 года. По словам Норта, после заноса им попытки против Франции на поле выбежал его отец, спешивший поздравить сына, однако Норт не расслышал ничего, что кричал отец.
На Кубке шести наций 2014 Норт отметился уже тремя попытками: одну он вновь занёс французам и ещё две шотландцам. С тем же результатом для него завершилось и состязание 2015 года, и к чемпионату мира он подходил уже игроком основного состава — в февральском матче против сборной Франции в возрасте 22 лет и 320 дней он сыграл свой пятидесятый международный матч, и тем самым стал самым молодым регбистом в истории, добившимся этого показателя. На всемирном первенстве валлийцы попали вместе со сборными Австралии, Англии, Уругвая и Фиджи в группу А. Джордж сыграл в 3 матчах из 4, но попытками отметиться не сумел. Один занос он всё-таки совершил, но тот был отменён судьёй за высокий захват, совершённый валлийцем Брэдли Дэвисом до того как Норт получил мяч. В четвертьфинале плей-офф «Красные драконы» встретились со сборной ЮАР и проиграли, а Джордж впервые с дебютного для себя Кубка шести наций 2011 года не сумел заработать ни одного очка на международном турнире. Норт «исправился» после неудачного для сборной Уэльса чемпионата мира уже через несколько месяцев. На Кубке шести наций 2016 он стал автором четырёх попыток, тем самым став лучшим бомбардиром турнира. Валлийцы завершили турнир на втором месте, а регбист попал в короткий список кандидатов на звание лучшего игрока турнира. Болельщики же проголосовали за шотландца Стюарта Хогга (30 %) и англичанина Билли Вуниполу (27 %), а Джордж замкнул тройку с 11 % голосов. В 2017 году Норт занёс три попытки на Кубке шести наций против Италии (5 февраля) и против Ирландии (10 марта, две попытки), разделив титул лучшего бомбардира по попыткам с ещё семью игроками и доведя число попыток до 32 в карьере за сборную. В том же году он выступил в турне «Львов» по Новой Зеландии, сыграв три матча и покинув расположение сборной накануне матча против «Харрикейнз» из-за повреждения подколенного сухожилия.
В 2018 году Норт попал снова в заявку на Кубок шести наций, пропустив первый матч 3 февраля против Шотландии и выйдя на матч против Англии 10 февраля 2018 года: он заменил по ходу встречи Риса Патчелла (поражение 6:12). В последних двух матчах он сыграл на позиции правого винга, а также занёс единственные свои две попытки на Кубке против Италии (победа 38:14). Летом того же года он участвовал в трёх летних тест-матчах, в том числе в двух встречах против Аргентины, занеся попытку в первом матче в Сан-Хуане (победа 23:10). Осенью он сыграл в тест-матчах против Шотландии (попытка), Австралии и ЮАР.
В 2019 году Норт попал в заявку на Кубок шести наций, выйдя на матч против Франции: в первом тайме из-за его ошибки Йоан Уге занёс попытку, пройдя по левому флангу, а французы ушли в отрыв 16:0. Однако во втором тайме Норт положил две попытки и помог Уэльсу вырвать победу 24:19, став лучшим игроком встречи. Валлийцы в итоге выиграли и Кубок, и Большой шлем, победив в последнем туре Ирландию 25:7. В том же году он отличился на чемпионате мира в Японии, занеся на 76-й минуте попытку против Грузии (Уэльс на турнире занял 4-е место).

### Британские и ирландские львы
Норт был вызван в состав Британских и ирландских львов в 2013 году, когда те отправились в турне по Австралии. На «Зелёном континенте» молодой валлиец сумел вновь заявить о себе. В первом тестовом матче против «Уоллабис» он сумел занести запоминающуюся индивидуальную попытку, пробежав с мячом 60 метров и обыграв четверых соперников. Джордж был настолько рад, что позволил себе триумфальный жест в сторону защитника австралийцев Уилла Гении, за что потом принёс извинение, поскольку посчитал этот поступок недостойным философии регби. Валлиец заставил говорить о себе и после второй тестовой игры — не сумев пройти Исраэля Фолау, Норт взвалил австралийца на плечо и пробежал с ним несколько метров. Этот эпизод стал настолько ярким, что породил в сети множество шуток. В третьем матче он также занёс попытку, а само турне завершилось победой «Львов» со счётом 2:1 по сумме встреч.
В 2017 году сборная Британских островов отправилась уже в Новую Зеландию, а Норт вновь нашёл свою фамилию в списке туристов. По словам главного тренера «Львов» Уоррена Гэтленда Джордж был одним из первых кандидатов в состав на тестовые матчи против «Олл Блэкс», но в решающих играх он так и не сыграл. В нетестовой встрече против «Харрикейнз» он получил травму задней поверхности бедра и вынужден был покинуть команду досрочно.
Международные попытки:
| №                                                                         | Соперник     | Стадион                   | Турнир                 | Итог      |
| ------------------------------------------------------------------------- | ------------ | ------------------------- | ---------------------- | --------- |
| 1, 2                                                                      | ЮАР          | «Миллениум», Кардифф      | Тестовые матчи         | Поражение |
| 3                                                                         | «Барбарианс» | «Миллениум», Кардифф      | Тестовые матчи         | Поражение |
| 4, 5                                                                      | Англия       | «Туикенем», Лондон        | Тестовые матчи         | Поражение |
| 6                                                                         | Аргентина    | «Миллениум», Кардифф      | Тестовые матчи         | Победа    |
| 7, 8                                                                      | Намибия      | «Йеррой», Нью-Плимут      | Чемпионат мира 2011    | Победа    |
| 9                                                                         | Фиджи        | «Уаикато», Гамильтон      | Чемпионат мира 2011    | Победа    |
| 10                                                                        | Ирландия     | «Авива», Дублин           | Кубок шести наций 2012 | Победа    |
| 11                                                                        | Австралия    | «Доклендс», Мельбурн      | Тестовый матч          | Поражение |
| 12                                                                        | Франция      | «Стад де Франс», Сен-Дени | Кубок шести наций 2013 | Победа    |
| 13*                                                                       | Австралия    | «Лэнг Парк», Брисбен      | Тестовые матчи         | Победа    |
| 14*                                                                       | Австралия    | «Австралия», Сидней       | Тестовые матчи         | Победа    |
| 15                                                                        | Аргентина    | «Миллениум», Кардифф      | Тестовые матчи         | Победа    |
| 16, 17                                                                    | Австралия    | «Миллениум», Кардифф      | Тестовые матчи         | Поражение |
| 18                                                                        | Франция      | «Миллениум», Кардифф      | Кубок шести наций 2014 | Победа    |
| 18, 19                                                                    | Шотландия    | «Миллениум», Кардифф      | Кубок шести наций 2014 | Победа    |
| 20                                                                        | Фиджи        | «Миллениум», Кардифф      | Тестовый матч          | Победа    |
| 21, 22, 23                                                                | Италия       | «Олимпийский», Рим        | Кубок шести наций 2015 | Победа    |
| 24                                                                        | Италия       | «Миллениум», Кардифф      | Тестовый матч          | Победа    |
| 25                                                                        | Шотландия    | «Миллениум», Кардифф      | Кубок шести наций 2016 | Победа    |
| 26                                                                        | Франция      | «Миллениум», Кардифф      | Кубок шести наций 2016 | Победа    |
| 27                                                                        | Англия       | «Туикенем», Лондон        | Кубок шести наций 2016 | Поражение |
| 28                                                                        | Италия       | «Миллениум», Кардифф      | Кубок шести наций 2016 | Победа    |
| 29                                                                        | Италия       | «Миллениум», Кардифф      | Кубок шести наций 2017 | Победа    |
| 30, 31                                                                    | Ирландия     | «Миллениум», Кардифф      | Кубок шести наций 2017 | Победа    |
| * Обозначены попытки в тестовых матчах за «Британских и ирландских львов» |              |                           |                        |           |

## Стиль игры
Физическая мощь и скорость делают Норта одним из лучших игроков на позиции в мире. В 2011 году он стал самым быстрым игроком сборной Уэльса, а в 2015 издание Daily Mail признало его четвёртым самым быстрым спортсменом на 40-метровой дистанции после Тьерри Анри, Брайана Хабаны и Усэйна Болта. Кроме того, комплекция и мощные скоростные прорывы Норта сквозь оборону соперника не раз приводили СМИ к сравнению его с легендой регби Джоной Лому. Однако у ярко атакующего стиля игры валлийца есть и негативная сторона — с 2014 по 2016 годы он пережил пять сотрясений мозга, каждое из которых было получено в игровых эпизодах.

## Вне регби
В 2018 году Джордж Норт женился на валлийской велосипедистке Бекки Джеймс, двукратной серебряной призёркой Олимпийских игр 2016 года в Рио-де-Жанейро (кейрин и спринт). В 2020 году у них родился сын Джек. 26 октября 2021 года у пары родился второй сын Томи.
Регбист является послом сразу нескольких крупных брендов, таких как Red Bull и Gillette, а также ряда местных компаний. Валлийская компания World of Groggs выпустила два грогга с изображением регбиста: один в форме сборной Уэльса в 2011 году, а другой — «Британских и ирландских львов» в 2013.
Большой страстью Норта являются мотоциклы, которыми он интересовался с детства и даже ремонтировал под руководством отца-инженера. Норт является одним из основателей байкерского клуба Baffle Culture.